# Alma Beslagić
Alma Beslagić Dobricanin est une joueuse bosnienne de volley-ball née le 13 décembre 1983 à Pristina, Kosovo. Elle mesure 1,73 m et joue passeuse.

## Clubs
| Club           | Pays               | De        | À         |
| -------------- | ------------------ | --------- | --------- |
| Igman          | Bosnie-Herzégovine | 2000-2001 | 2002-2003 |
| Imzit Sarajevo | Bosnie-Herzégovine | 2003-2004 | 2003-2004 |
| Tuzla Jelovica | Bosnie-Herzégovine | 2004-2005 | 2005-2006 |
| Klek           | Serbie             | 2006-2007 | 2006-2007 |
| TENT           | Serbie             | 2007-2008 | 2007-2008 |
| SES Calais     | France             | 2008-2009 | …         |

## Palmarès
- Championnat de Bosnie-Herzégovine (2)
  - Vainqueur : 2004, 2006
- Coupe de Bosnie-Herzégovine (2)
  - Vainqueur : 2004, 2006